# کاری جوبه
کاری بروک جوب (زاده ۶ آوریل ۱۹۸۱) خواننده و ترانه‌سرای موسیقی مسیحی معاصر آمریکایی است. از اولین آلبوم خود در سال ۲۰۰۹، او دو نامزدی جایزه گرمی و ده نامزدی جایزه Dove را دریافت کرد که شش مورد از آنها را برنده شد.
کاری جوب در سال ۱۹۸۱ در واکو، تگزاس، از پدر و مادری مارک و کارولین «ساندی» (با نام خانوادگی براگ) جوب به دنیا آمد. او در واتاگا و هرست، تگزاس، هر دو حومه فورت ورث بزرگ شد. او دو خواهر و برادر به نام‌های کریستن و کالب دارد. یوبه از سه سالگی شروع به آواز خواندن کرد و در پنج سالگی مسیحی شد.
در آگوست ۲۰۱۴، جوب از طریق اینستاگرام تأیید کرد که با کودی کارنز، هنرمند دیگرش در Gateway Worship نامزد کرده‌است. این دو در ۲۱ نوامبر ۲۰۱۴ ازدواج کردند
در فرش قرمز مراسم Dove Awards 2015، جوب اعلام کرد که او و همسرش منتظر یک پسر هستند. جوب در ژوئن ۲۰۱۸ اعلام کرد که او و همسرش در انتظار فرزند دوم خود هستند، که در ۱ فوریه ۲۰۱۹ به دنیا آمد